# Deo optimo maximo

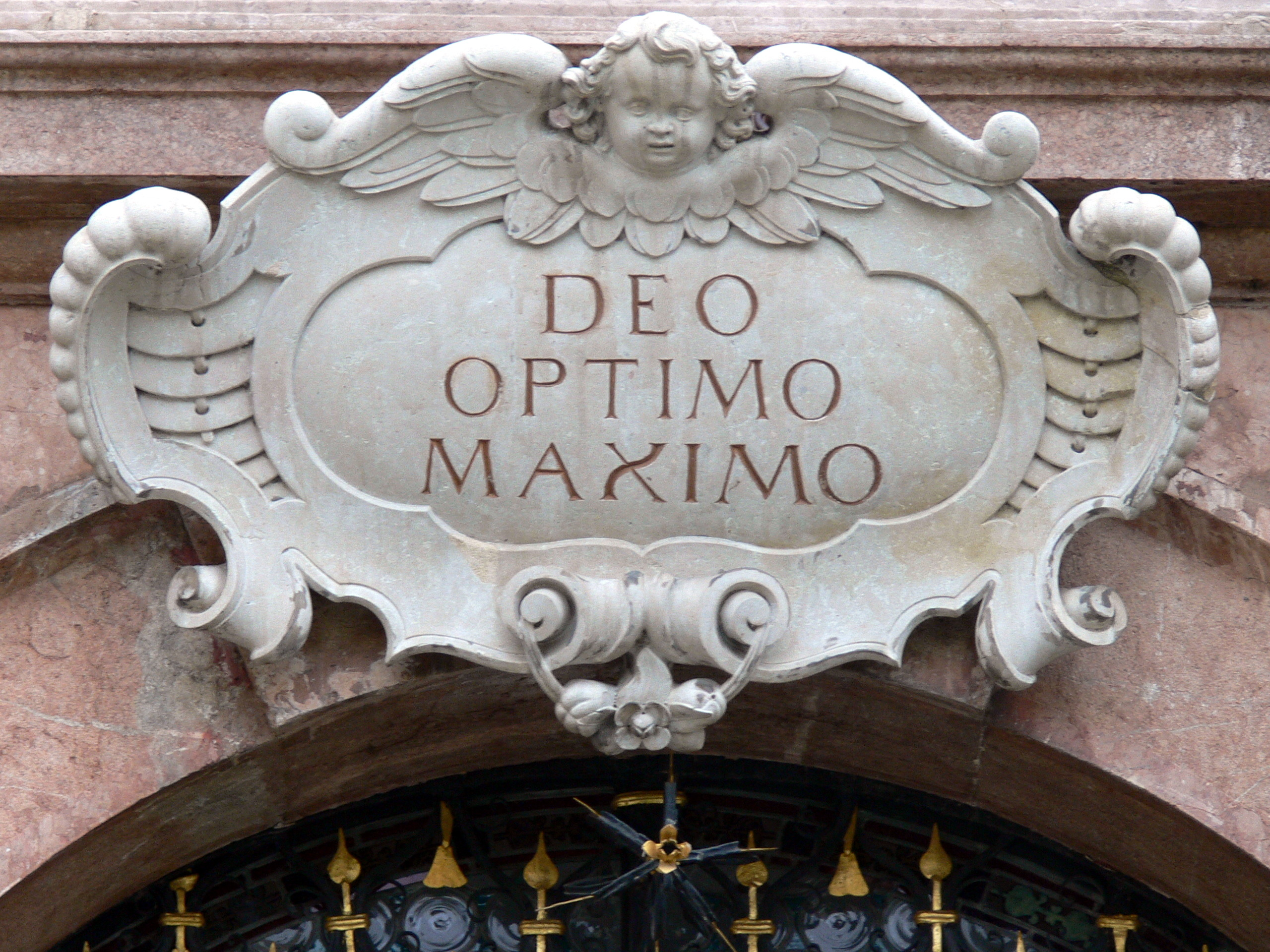
Inscripción "Deo Optimo Maximo" - Portal de la iglesia de un monasterio. Schlägl, Austria

Deo optimo maximo, abreviada como D. O. M., es una frase latina que, en origen, significaba ‘para el más grande y mejor dios’, en referencia a Júpiter. Cuando el Imperio romano adoptó el cristianismo como religión oficial, la frase tomó el significado de ‘para Dios, el mejor y más grande’.  
Su uso se prolongó mucho después de la caída de Roma, a través de la preservación en Europa del latín como lengua académica y eclesiástica. Así, la frase o su abreviatura se encuentra en muchas iglesias renacentistas y otros edificios y obras, especialmente en sepulcros.
Esta frase, de un contexto principalmente funerario, volvió a gozar de popularidad particularmente en el Renacimiento, siendo usado principalmente como una manera de referenciar al pasado romano pagano del que se centró el renacimiento al, otra vez, haber sido el primer significado de esta frase a Júpiter como el dios supremo ante el resto del panteón de divinidades romanas. En particular, aparece en los epitafios de humanistas e ilustrados varios. En efecto, junto a esta frase estos humanistas también se inscribirán en estos epitafios con títulos y cargos del orden senatorial del cursus honorum de la antigua Roma. En el siglo XVI se halló un epitafio en la vía Appia configurado en su totalidad como lo hubiera hecho cualquier otro común epitafio de época republicano, aunque resultó siendo uno creado en memoria de un humanista por sus compañeros. 
Aunque el máximo del uso de esta frase fue durante el renacimiento también fue rescatada también durante la etapa de la Italia Fascista en pos de atribuirle al Duce una cierta religiosidad que fortificó su culto de personalidad en un movimiento que, en la época imperial romana en la que los emperadores eran divinificados no habría quedado fuera de lugar, esta variación cambia el Deo de Deo Optimo Maximo a Duce Optimo Maximo “Para el Duce el mejor y más grande”.
En otras ocasiones se han visto diversas variaciones de esta frase, por ejemplo en el templo del Capitolio en Roma en el que desde tiempos republicanos ya relucía la frase Deo Óptimo Máximo Sacrum, D.O.M.S, y que se mantuvo al transformarse ese templo en iglesia cristiana. También hay otras muchas frases que pueden ser muy similares a Deo Óptimo Máximo como Deus Omnipotens Mortuus que comparten siglas D.O.M y, diferenciándose principalmente en que este último es casi exclusivo de contextos funerarios además de que es aún hoy en día de uso popular en el susodicho contexto funerario.
Bibliografía
Nicolò Bettegazzi, Ideologies of Latin in fascist Italy (1922 1943), Universidad de Groningen, 17 de abril de 2023, p. 19.
Antonio Romero Pérez, El culto a Júpiter Óptimo Máximo en el Conventus Emeritensis, Universidad de Salamanca, 25 de febrero de 2010.
Jules Baissac, Société Nouvelle, Mayo 1896, p. 628.
Víctor González Galera, Algunas inscripciones fragmentarias inéditas de la vía Apia (ROMA), Zeitschrift für Papyrologie und Epigraphik 225, 2023.
José Manuel Iglesias Gil, Alicia Ruiz-Gutiérrez (eds.), Monumenta et Memoria Estudio de Epigrafía Romana, Programa Estatal de Investigación Científica y Técnica de Excelencia, 2017, pp. 87-116. 
Referencias
1. ↑  https://gredos.usal.es/bitstream/handle/10366/73341/El_culto_a_Jupiter_Optimo_Maximo_en_el_c.pdf?sequence=1&isAllowed=y
2. ↑  https://www.catholicculture.org/culture/library/dictionary/index.cfm?id=33035
3. ↑  https://blogs.ua.es/alcoy5/2014/01/02/tumba-con-d-o-m/
4. ↑  https://research.rug.nl/files/609906980/Epilogue.pdf
5. ↑  https://cdigital.cabu.uanl.mx/frc/20/1020025380/1020025380_035.pdf
6. ↑  https://entrepiedrasycipreses.com/que-significan-los-acronimos-de-las-lapidas/

- Datos: Q900728
- Multimedia: D.O.M. / Q900728